# 苏扎克区
苏扎克区是吉尔吉斯斯坦西部州份賈拉拉巴德州下辖的一个区。该区治所位于苏扎克。该区面积为3,019平方（1,166平方英里），2009年常住人口为241,198人。